# جزيرة عبد الكوري

موقع جزيرة عبد الكوري في أرخبيل سقطرى في أقصى يسار الصورة.

جزيرة عبد الكوري هي إحدى الجزر اليمنية وتعتبر ثاني أكبر جزيرة في أرخبيل سقطرى. يوجد فيها ميناء متواضع وتكثر فيها شجرة دم الأخوين (دم العنقاء). تتبع إدارياً لمديرية قلنسية وعبد الكوري ضمن محافظة أرخبيل سقطرى.

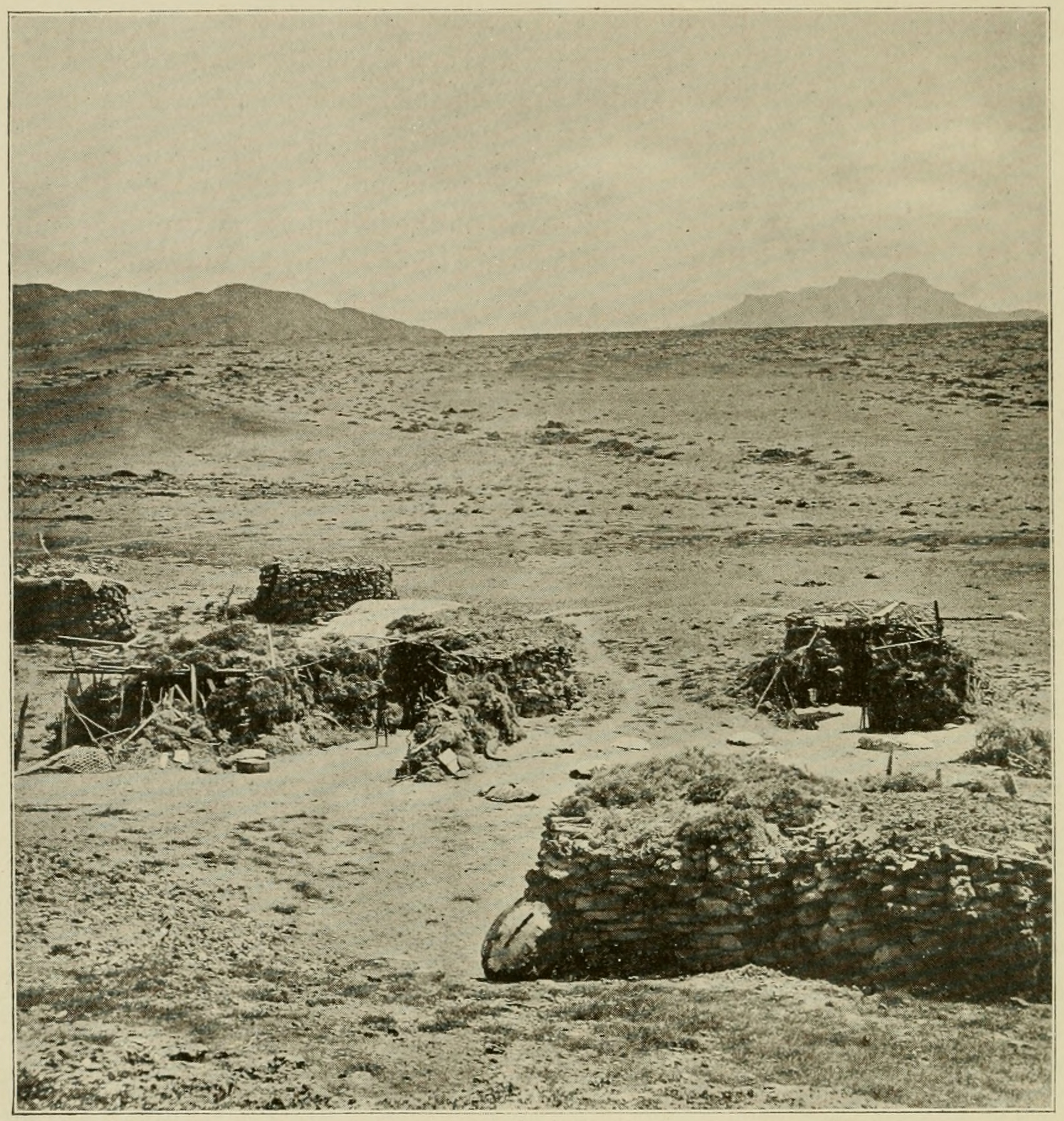
عشش تقليدية لسكان الجزيرة، صورت في مطلع القرن العشرين.
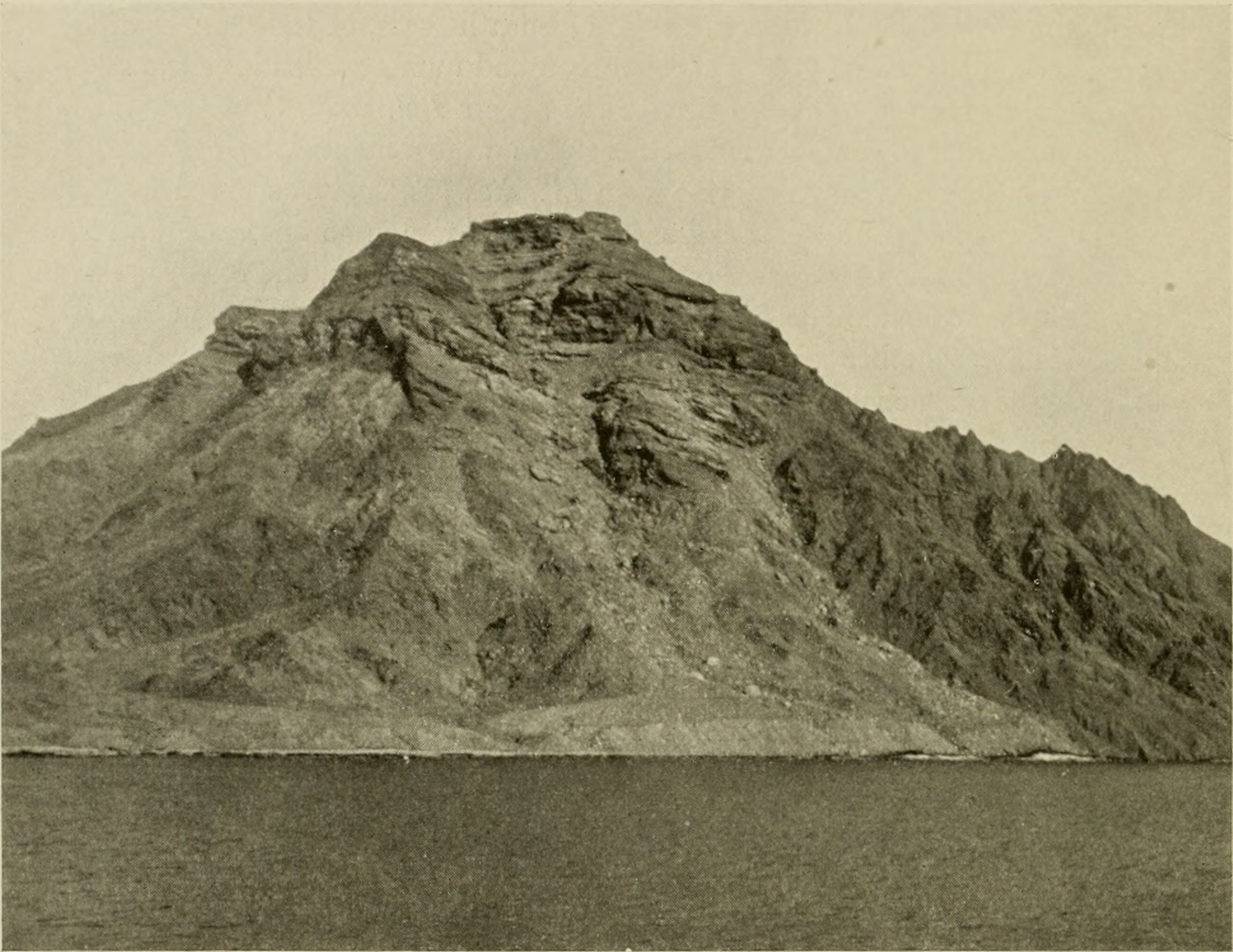
السفح الجنوبي لجبل صالح